# Тележинцы (Изяславский район)
Тележинцы (укр. Теліжинці) — село в Изяславском районе Хмельницкой области Украины.
Население - ↘467 человек. Население по переписи 2001 года составляло 578 человек. Почтовый индекс — 30365. Телефонный код — 3852. Занимает площадь 2,128 км². Код КОАТУУ — 6822187201.

## Местный совет
30365, Хмельницкая обл., Изяславский р-н, с. Тележинцы, ул. Гагарина, 1